# Volchov

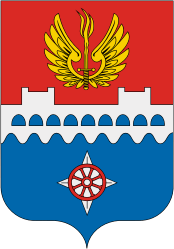
Stadens vapen.

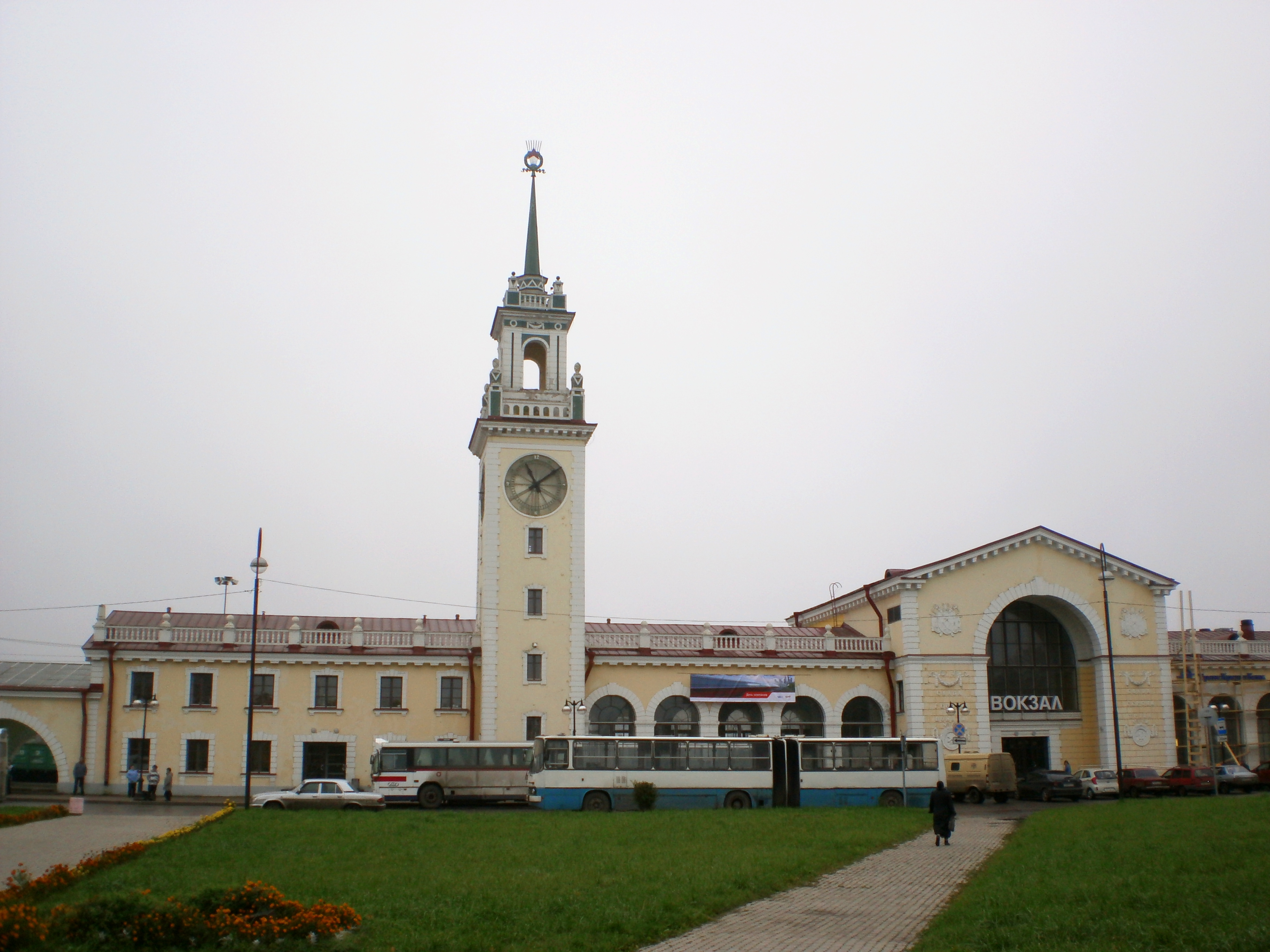
Volchovs järnvägsstation.

Volchov (ryska Волхов) är en stad i Leningrad oblast i Ryssland. Den ligger cirka två timmars tågresa öster om Sankt Petersburg och hade 46 076 invånare i början av 2015.
I staden finns ett stort aluminiumsmältverk. Staden är indelad i två delar, Volchov 1 och Volchov 2. Den är vänort med Sundsvall. Några svenska bussar skänkta av Sundsvalls kommun rullar på stadens gator.
6 km norr om staden invid floden Volchov ligger byn Staraja Ladoga, som ibland kallas Rysslands första huvudstad.